# Deutsche Fußballmeisterschaft der B-Junioren 1982/83
Die deutsche B-Jugendmeisterschaft 1983 war die 7. Auflage dieses Wettbewerbes. Meister wurde der 1. FC Kaiserslautern, der im Finale Werder Bremen mit 2:1 besiegte.

## Teilnehmende Mannschaften
An der B-Jugendmeisterschaft nahmen die 16 Landesverbandsmeister teil.
| Regionalverband Nord                                                                                              | Regionalverband West                                                                                | Regionalverband Südwest                                                                     | Regionalverband Süd | Berlin                 |
| --- | --------------------------------------------------------------------------------------------------- | ------------------------------------------------------------------------------------------- | --- | ---------------------- |
| - Schleswig-Holstein: Rendsburger TSV - Hamburg: TSV Reinbek - Bremen: Werder Bremen - Niedersachsen: Hannover 96 | - Westfalen: Borussia Dortmund - Mittelrhein: SV Bayer 04 Leverkusen - Niederrhein: Rot-Weiss Essen | - Rheinland: TuS Koblenz - Südwest: 1. FC Kaiserslautern - Saarland: SV Röchling Völklingen | - Hessen: Kickers Offenbach - Baden: SV Waldhof Mannheim - Südbaden: 1. SV Mörsch - Württemberg: SSV Ulm 1846 - Bayern: FC Bayern München | - Berlin: Spandauer SV |

## Achtelfinale
Hinspiele: So 05.06. Rückspiele: Sa/So 11./12.06.
|                        | Gesamt          |                        | Hinspiel | Rückspiel |
| ---------------------- | --------------- | ---------------------- | -------- | --------- |
| Gruppe Nord-West:      |                 |                        |          |           |
| Hannover 96            | 4:4 (5:4 i. E.) | Rot-Weiss Essen        | 3:2      | 1:2       |
| Borussia Dortmund      | 1:2             | SV Werder Bremen       | 1:2      | 0:0       |
| Rendsburger TSV        | 2:1             | Spandauer SV           | 0:0      | 2:1       |
| TSV Reinbek            | 1:3             | SV Bayer 04 Leverkusen | 0:1      | 1:2       |
| Gruppe Süd-Südwest:    |                 |                        |          |           |
| SV Röchling Völklingen | 02:12           | FC Bayern München      | 0:8      | 2:4       |
| 1. FC Kaiserslautern   | 3:1             | SV Waldhof Mannheim    | 1:0      | 3:1       |
| 1. SV Mörsch           | 1:8             | Kickers Offenbach      | 0:4      | 1:4       |
| TuS Koblenz            | 0:2             | SSV Ulm 1846           | 0:1      | 0:1       |

## Viertelfinale
Hinspiele: Sa/So 18./19.06. Rückspiele: Sa/So 25./26.06.
|                     | Gesamt |                        | Hinspiel | Rückspiel |
| ------------------- | ------ | ---------------------- | -------- | --------- |
| Gruppe Nord-West:   |        |                        |          |           |
| Hannover 96         | 2:7    | SV Werder Bremen       | 1:2      | 1:5       |
| Rendsburger TSV     | 1:7    | SV Bayer 04 Leverkusen | 1:3      | 0:4       |
| Gruppe Süd-Südwest: |        |                        |          |           |
| FC Bayern München   | 2:6    | 1. FC Kaiserslautern   | 0:2      | 2:4       |
| Kickers Offenbach   | 6:1    | SSV Ulm 1846           | 3:0      | 3:1       |

## Halbfinale
Hinspiele: Sa/So 02./03.07. Rückspiele: So 10.07.
|                      | Gesamt          |                        | Hinspiel | Rückspiel |
| -------------------- | --------------- | ---------------------- | -------- | --------- |
| Gruppe Nord-West:    |                 |                        |          |           |
| SV Werder Bremen     | 3:1             | SV Bayer 04 Leverkusen | 1:1      | 2:0       |
| Gruppe Süd-Südwest:  |                 |                        |          |           |
| 1. FC Kaiserslautern | 2:2 (3:1 i. E.) | Kickers Offenbach      | 0:0      | 2:2       |

## Finale
| 1. FC Kaiserslautern                                                      | 1. FC Kaiserslautern | SV Werder Bremen | SV Werder Bremen |
| ------------------------------------------------------------------------- | --- | --- | ---------------- |
| 1. FC Kaiserslautern                                                      | \| Sonntag, 17. Juli 1983 um 10:30 Uhr in Kaiserslautern (Betzenbergstadion) \| \| Ergebnis: 2:1 (1:0) \| \| Zuschauer: 5.924 \| \| Schiedsrichter: Dieter Pauly (Rheydt) \|                                            | \| Sonntag, 17. Juli 1983 um 10:30 Uhr in Kaiserslautern (Betzenbergstadion) \| \| Ergebnis: 2:1 (1:0) \| \| Zuschauer: 5.924 \| \| Schiedsrichter: Dieter Pauly (Rheydt) \|                               | SV Werder Bremen |
| 1. FC Kaiserslautern                                                      | Frank Bertram – Dennis Strich – Jochen Wetz, Michael Schultheiß, Stefan Brenner – Johannes Kimmel , Richard Denger, Peter Kunz – Thomas Gerstner, Peter Kauf, Thomas Auschill, Jan-Oliver Eder Cheftrainer: Ernst Diehl | Carsten Huning – Olaf Jung – Axel Papenfuß, Klaus Gelsdorf, Torsten Herrmann – Milton Reimann, Bernd Heemsoth, Axel Pretzsch – Jörgen Otten, Tom Käckenhoff, Frank Hollstein Cheftrainer: Werner Schierloh | SV Werder Bremen |
| 1. FC Kaiserslautern                                                      | 1:0 Peter Kunz (35., Foulelfmeter) 2:0 Peter Kunz (44.) | 2:1 Frank Hollstein (54.) | SV Werder Bremen |
| 1. FC Kaiserslautern                                                      | Kunz | Herrmann | SV Werder Bremen |
| 1. FC Kaiserslautern                                                      | Käckenhoff scheitert mit Foulelfmeter an Bertram (62.) | | SV Werder Bremen |
| Sonntag, 17. Juli 1983 um 10:30 Uhr in Kaiserslautern (Betzenbergstadion) | | |                  |
| Ergebnis: 2:1 (1:0)                                                       | | |                  |
| Zuschauer: 5.924                                                          | | |                  |
| Schiedsrichter: Dieter Pauly (Rheydt)                                     | | |                  |